# Skyddad identitet
Skyddad identitet är i Sverige en metod för att skydda personer som är utsatta för ett konkret och allvarligt hot. Begreppet skyddade personuppgifter är en samlingsrubrik som Skatteverket använder för de olika skyddsåtgärderna sekretessmarkering, skyddad folkbokföring (tidigare kvarskrivning) och fingerade personuppgifter.
Uppgifter inom folkbokföringsverksamheten är i regel offentliga enligt 22 kap. 1 § Offentlighets- och sekretesslagen (2009:400).  Sekretess gäller om det av särskild anledning kan antas att en person eller någon närstående kan lida skada eller men om uppgifter om personen lämnas ut. Skatteverket gick den 2 april 2008 ut med ett pressmeddelande där man uppgav att över 11 000 personer levde med skyddade personuppgifter. Av dessa var 60 procent kvinnor som hotas av män.

## Olika typer av identitetsskydd
- Sekretessmarkering innebär att en varningssignal sätts i folkbokföringsdatabasen att personuppgifterna omfattas av sekretess. Skatteverket beslutar om sekretessmarkering men polis eller social myndighet bör lämna intyg. Omprövning sker i regel varje år. Sekretessmarkering sker enligt bestämmelser i 35 kap. Offentlighets- och sekretesslagen (2009:400), och motsvarar den sekretessmarkering som kan åsättas en allmän handling.[4]
- Kvarskrivning innebär att när en person flyttar, så förblir denne fortfarande skriven på sin gamla adress och den nya adressen registreras inte i folkbokföringen. Skatteverket beslutar och beslutet gäller i treårsperioder. Omständigheterna ska motsvara dem som står i lagen om besöksförbud.[4]
- Fingerade personuppgifter innebär att personen får en helt ny identitet (nytt namn och personnummer). Detta beslutas av Polismyndigheten och kan överklagas till Stockholms tingsrätt. Kopplingen mellan identiteterna finns bara hos Polismyndigheten. Detta är ett av få sätt att ändra sitt personnummer. Varje år kommer omkring 40 ansökningar och på 16 år har cirka 50 ärenden godkänts. I de allra flesta fallen är det kvinnor som får fingerad identitet. Personerna står då under mycket allvarliga hot, till exempel när det är fråga om hedersrelaterat våld.[5]
- Särskilt personskydd - Vittnesskydd, också kallat särskilt personsäkerhetsarbete. Så kallade personsäkerhetsenheter vid Polismyndigheten utreder detta, oftast i samband med fall av grov brottslighet. Vittnena kan själva ansöka om nytt namn och/eller kvarskrivning.[5]
- Kvalificerade skyddsidentiteter - en tjänsteman vid Polismyndigheten, Säkerhetspolisen eller Försvarsmakten kan beviljas en kvalificerad skyddsidentitet, som är en tillfällig ny identitet som används för underrättelseinhämtning av olika slag, enligt lagen (2006:939) om kvalificerade skyddsidentiteter.

## Personer med skyddad identitet
Antal svenskar med skyddade uppgifter:
- 1993 - 4 700 personer
- 2003 - 9 082 personer
- 2007 - 11 000 personer
- 2008 - 11 500 personer
- 2009 - 13 000 personer

De personer som får skyddad identitet får ofta problem med myndigheter och offentlig service. De som är sekretessmarkerade, eller kvarskrivna i en annan kommun än de bor, får problem att få kommunala bidrag och barn får svårt att få plats i förskola med mera.[källa behövs]